# Giorgio Mitrovich
Giorgio Mitrovich (ur. 27 sierpnia 1795 w Isli, zm. 13 marca 1885 w Valletcie) – maltański patriota i polityk, znany ze swojej roli w walce o wolność prasy na Malcie. Był jednym z założycieli „Comitato Generale Maltese” i współautorem petycji z 1832, która doprowadziła do nowej konstytucji w 1835. Wielokrotnie podróżował do Londynu, aby zwiększyć świadomość maltańskich zażaleń, a jego wizyta w 1835 spowodowała, że komisja królewska zaleciła zniesienie cenzury prasy, co urzeczywistniło się w 1839. W latach pięćdziesiątych XIX wieku na krótko zasiadał w radzie rządu.

## Wczesne okres życia
Mitrovich urodził się 27 sierpnia 1795 w Isli, i został ochrzczony dzień później przez kanonika Salvatore Bonniciego. Jego rodzicami byli Saverio Mitrovich i Adeodata de domo Boldoni. Jego ojczysty dziadek, również Giorgio Mitrovich, pochodził z Kotoru, ówcześnie pod rządami weneckimi. Przybył na Maltę w latach siedemdziesiątych XVIII wieku i z sukcesem działał jako kaper w końcowych latach legalnego korsarstwa przeciw statkom muzułmańskim.
Dzieciństwo Mitrovicha przypadło na burzliwy okres zmian politycznych na Malcie. Wielowiekowe rządy Zakonu św. Jana zakończyły się inwazją francuską w 1798 i późniejszą francuską okupacją, której rezultatem było powstanie i blokada. W 1800 Malta stała się brytyjskim protektoratem, a następnie kolonią Korony w 1813.
Mitrovich miał w młodości kontakty z wieloma angielskimi rodzinami, ponieważ jego ojciec był w Royal Malta Fencible Regiment. Pracował jako urzędnik w dwóch angielskich domach handlowych, a następnie założył własną firmę, ale to przedsięwzięcie nie powiodło się.

## Batalia o wolność prasy
We wczesnych latach rządów brytyjskich nie istniała wolność prasy i Maltańczykom trudno było wyrazić swoje poglądy lub uczestniczyć w administracji lub zarządzaniu finansami wysp. Departament Intendentury oraz Kościelne Towarzystwo Misyjne były jedynymi licencjonowanymi podmiotami, posiadającymi maszyny drukarskie, a jedyną gazetą był tygodnik Malta Government Gazette. Mitrovich walczył o wolność prasy i prawo Maltańczyków do wyrażania swoich poglądów, chociaż nie pragnął niepodległości, oraz szanował i podziwiał Brytyjczyków.
Mitrovich był współzałożycielem „Comitato Generale Maltese”, organu, który zrzeszał posłów reprezentujących Maltańczyków różnych zawodów, wraz z duchowieństwem i szlachtą. Komitetem kierował Camillo Sceberras. W 1832 Mitrovich wraz z czterema innymi członkami komisji, złożył petycję znaną jako Memoriał 1832, domagając się reform administracyjnych. W petycji zwrócono się o ustanowienie „Consiglio Popolare”, które miało być ustawodawczą radą narodową składającą się z około 30 osób, wybranych przez wyższe klasy maltańskie.
W 1835 król Wilhelm IV nadał Malcie nową konstytucję, która ustanowiła Radę Siedmiu, aby wspomagać rząd, chociaż gubernator wciąż podejmował ostateczną decyzję. Maltańscy liberałowie byli niezadowoleni z tego posunięcia, a w lipcu 1835 Mitrovich udał się do Londynu w celu zwrócenia uwagi brytyjskich polityków na sprawy maltańskie. Tam opublikował broszurę zatytułowaną „The claims of the Maltese founded upon the principles of Justice” (Roszczenia Maltańczyków oparte na zasadach sprawiedliwości), w której wymienił prawa i skargi narodu maltańskiego, w tym oskarżenia, że Anglicy zabierają pracę Maltańczykom i otrzymują wysokie pensje, podczas gdy Maltańczycy żyją w biedzie. W tekście napisał o administracji Malty:

Obecny gubernator, sir Frederick Cavendish Ponsonby, jest doskonałym człowiekiem, ale jest otoczony przez osoby zainteresowane utrzymaniem i utrwalaniem obecnego niepopularnego systemu. Jego chęci, nie mam wątpliwości, są dobre, ale znajduje się on w bardzo trudnej sytuacji.

W dniu 20 listopada 1835 Mitrovich napisał również wiadomość zatytułowaną „Indirizzo ai Maltesi da parte del loro amico Giorgio Mitrovich attualmente a Londra”, a jej wydrukowane kopie zostały wysłane na Maltę i rozprowadzone na wyspie. Tekst brzmiał:

Naród angielski był zaskoczony słysząc ode mnie o nędzy, cierpieniu i represjach, w których nasz ukochany kraj jęczy. Wielu sławnych ludzi o wysokiej pozycji w tej metropolii i innych miejscach w Anglii jest poruszonych uczuciem sprawiedliwości i hojności wobec Maltańczyków, i zgodzili się oni w uzasadniony sposób poprzeć naszą reprezentację w Izbie Gmin, na sierpniowym zgromadzeniu ojców kraju, i bądźcie pewni, że zostaniemy wysłuchani.

Mitorvich nawiązał kontakt z posłem do parlamentu Williamem Ewartem, który pomógł mu korespondować z sekretarzem stanu lordem Glenelg, i który dalej promował sprawę maltańską wśród innych posłów. 11 czerwca 1836 Ewart przedstawił w parlamencie petycję podpisaną przez 2359 maltańskich obywateli.
Wysiłki Mitrovicha mające na celu zwrócenie uwagi na Maltę zakończyły się sukcesem, a Brytyjczycy postanowili wysłać na Maltę komisję królewską, aby dopytać się o administrowanie wyspą. Komisja przybyła w 1836 i przebywała na Malcie przez dwa lata. Jej zalecenia obejmowały zniesienie cenzury prasy, a rząd wydał w tej sprawie zarządzenie w dniu 14 marca 1839.
Mitrovich odwiedzał Londyn kilka razy, w tym między 1838 a 1840, w celu zachowania przywilejów, które zostały zdobyte. Podróże Mitrovicha do Wielkiej Brytanii musiały go kosztować znaczne sumy pieniędzy, i sądzi się, że wydał na nie większość swoich oszczędności, chociaż mógł też otrzymać jakieś wsparcie finansowe od maltańskich liberałów.

## Kariera polityczna, późniejsze życie i śmierć
Pierwszymi wyborami na Malcie były wybory powszechne w 1849, które odbyły się po wejściu w życie nowej konstytucji, zastępującej starą z 1835. Mitrovich zakwestionował wybory, ale otrzymał tylko 26 z 3 056 głosów. Jednakże później zdobył miejsce w radzie rządowej po rezygnacji w kwietniu 1855 sir Ignatio Bonavity. Mitrovich wygrał wybory uzupełniające z ilością 1 050 głosów, i 5 czerwca 1855 został członkiem rady. Zrezygnował rok później w proteście przeciwko rezolucji podjętej przez Giancomo Pantaleone Bruno.
Mitrovich nadal odgrywał rolę w maltańskiej walce o prawa konstytucyjne, w 1858 wniósł petycję do sekretarza stanu ds. kolonii, próbując zreformować radę, tworząc komitet krajowy. Ten ruch był jednak krótkotrwały.
W późniejszych latach, mając 12-osobową rodzinę, Mitrovich żył w ubóstwie. Zmarł 13 marca 1885 roku w swoim domu przy 69, Strada Teatro w Valletcie. Jego pogrzeb odbył się na cmentarzu Addolorata w Paoli.

## Dziedzictwo

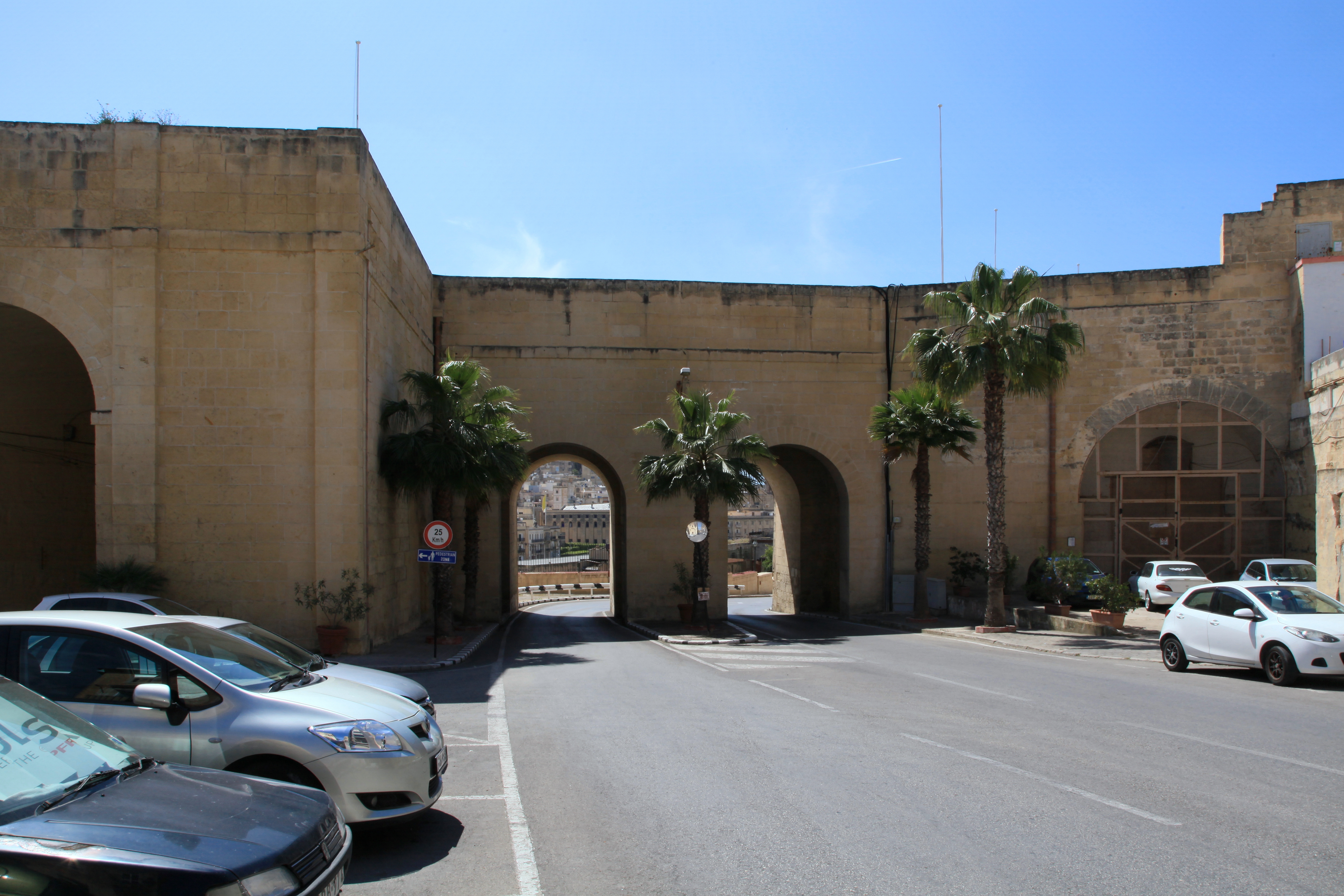
Plac za główną bramą w Isli jest teraz nazwany Pjazzetta Ġorġ Mitrovich

Mitrovich został uznany za patriotę, który podejmował wysiłki na rzecz poprawy życia narodu maltańskiego. Jednak niektórzy interpretowali jego działania jako bardziej motywowane interesem własnym lub, że był agentem politycznym. Niezależnie od jego motywacji, jego praca pomogła utorować drogę do przyszłych reform.
Mitrovich nie jest zbyt dobrze znany na Malcie, a czasami mówi się, że został „zapomniany”. Nie ma pomników go upamiętniających, a jego grób jest zaniedbany. Jednak stulecie jego śmierci w 1985 upamiętniono wydaniem znaczka pocztowego, a plac w Isli i wiele ulic w innych miejscowościach są nazwane jego imieniem.
Niektórzy potomkowie Mitrovicha mieszkają teraz w Południowej Afryce, ich nazwisko zostało zmienione na Metrovich. W 2018 dwoje jego praprawnuków przekazało jego jedyne znane zdjęcie do Państwowego Archiwum Malty. Fotografia została zrobiona przez fotografa Leandro Preziosiego na krótko przed śmiercią Mitrovicha.